# Donaudampfschiffahrtselektrizitätenhauptbetriebswerkbauunterbeamtengesellschaft
La Donaudampfschiffahrtselektrizitätenhauptbetriebswerkbauunterbeamtengesellschaft () (italiano: Associazione dei sottufficiali dell'edificio principale dell'officina di manutenzione della compagnia di battelli elettrici sul Danubio) era una sotto-organizzazione della Donaudampfschiffahrtsgesellschaft (DDSG) nella Vienna pre-bellica, una compagnia di trasporto merci e passeggeri sul Danubio.
La DDSG risulta ancora operare, seppur divisa in due compagnie private, la DDSG-Blue Danube Schiffahrt GmbH (trasporto passeggeri) e la DDSG-Cargo GmbH.

## Il nome
Secondo il Guinness dei primati del 1996, è la parola in tedesco più lunga che sia mai stata stampata. È un esempio della composizione teoricamente illimitata possibile in molte lingue germaniche; ha 79 lettere. Il record dei caratteri contenuti in una parola tedesca di uso comune (indicato dal Guinness dei primati del 1995) invece appartiene alla parola Rechtsschutzversicherungsgesellschaften (italiano: "compagnie assicurative che offrono protezione legale"), con 39 caratteri. I capitani delle navi facenti parti della compagnia possedevano il titolo Donaudampfschiffahrtsgesellschaftskapitän.
La parola contiene l'inusuale plurale Elektrizitäten: Elektrizität ("elettricità") è normalmente usato al singolare.
Dopo la riforma ortografica tedesca del 1996, la parola Schiffahrt è scritta con tre "f" cosicché la parola risulta contare ottanta lettere Donaudampfschifffahrtselektrizitätenhauptbetriebswerkbauunterbeamtengesellschaft, tuttavia viene utilizzata ancora la doppia "f" per scrivere la parola.
| Donau   | dampf  | schiff   | fahrts        | elektrizitäten | haupt      | betriebs      | werk   | bau      | unter | beamten   | gesellschaft |
| Danubio | vapore | battello | del trasporto | elettricità    | principale | dell'attività | lavoro | edificio | sotto | ufficiali | associazione |